# Răscoala din Banat
Răscoala din Banat a fost o rebeliune organizată și condusă de episcopul ortodox sârb Teodor din Vârșeț⁠(d) și de Sava din Timișoara⁠(d) împotriva otomanilor în eyaletul Timișoara. Răscoala a izbucnit în 1594, în primele faze ale Războiului celui Lung, și a fost purtată de sârbii și românii locali, în număr de aproximativ 5.000, care au reușit să cuprindă rapid mai multe orașe din regiune înainte de a fi zdrobiți de armata otomană. Ca răzbunare, otomanii au incinerat moaștele Sfântului Sava. Deși de scurtă durată, a inspirat viitoare rebeliuni.

## Context

### Statutul sârbilor
Sub dominație otomană, sârbii au fost subjugați și oprimați, iar religia și cultura lor au fost suprimate. În cadrul sistemului fiscal otoman devșirme, băieții din familiile sârbe erau luați de stat ca parte a impozitelor datorate guvernului imperial. Acești copii erau convertiți cu forța la islam și obligați să presteze serviciu militar ca ieniceri.

### Criza otomană
Domnia lui Soliman I a fost descrisă ca fiind perioada de apogeu a istoriei Imperiului Otoman⁠(d). La sfârșitul domniei sale, însă, după războaie constante și repetate, economia Imperiului a avut mult de suferit. Politicile economice defectuoase care au urmat au zguduit economia și, odată cu aceasta, bazele societății otomane; oficialii statului au sărăcit rapid, întrucât erau plătiți în aspri care se devalorizaseră, iar corupția și mita erau ceava comun. Răscoala a lovit în întregul Imperiu Otoman, iar rebeliunea soldaților din Capitală din ianuarie 1593 a determinat guvernul să caute un nou război de cucerire pentru a ieși din criză. Populația (raia) sangeacului Cenad⁠(d) a suferit mult în această perioadă, începând cu anii 1560. Spahiii scăpătați i-au forțat pe țărani să se muncească excesiv în folosul lor, pentru a putea extrage taxele împovărătoare, deși existau legi care interziceau astfel de acțiuni. De asemenea, colectorii de taxe abuzau de poziția lor, luând taxe mai mari decât cele datorate. Beii și voievozii creștini foloseau casele, uneltele și animalele populației și mâncau gratuit, ceea ce în cele din urmă a fost interzis prin ordin de la stăpânire. Ca urmare a acestor probleme, populația a migrat masiv în Transilvania în 1583. Înregistrările arată înrăutățirea situației populației și deteriorarea economiei (inflația). Din surse otomane s-ar putea concluziona că principalii inițiatori și conducători ai răscoalei proveneau din rândurile creștinilor aflați în serviciul militar otoman. După cucerirea de către otomani a Gyulei în 1566, aceștia au început să-și piardă privilegiile și au ajuns la egalitate cu clasa creștinilor de rând (raia); o parte s-a mutat în Transilvania și în zonele de frontieră ale imperiului, o parte a rămas, în timp ce mulți au luat calea haiduciei.
Înfrângerea otomanilor în bătălia de la Sisak (22 iunie 1593) și rezultatul incert al luptelor din Ungaria Superioară de la începutul Războiului celui Lung (1593–1606) a agravat problemele interne și a pus în pericol dominația otomană asupra principatelor vasale Transilvania, Țara Românească și Moldova. Aceasta a creat și condițiile pentru răscularea sârbilor din Banat în 1594.

## Preludiu

Răscoala din Banat

Grupuri mai mici de martolosi otomani creștini și unii spahii au dezertat după ce armatele creștine au cucerit Filek și Nógrád în iarna dintre 1593–1594. Ei s-au adunat la granița Transilvaniei (condusă de principele Sigismund Báthory care era autonom, dar vasal al otomanilor), unde încă dinainte de război activau multe cete de haiduci, și au primit ajutor de la Đorđe Palotić, ban de Lugoj, și Ferenc Geszti⁠(d), unul dintre principalii comandanți ardeleni. La început, grupul a atacat caravanele de negustori, până când numărul lor a crescut și au început să atace avanposturi izolate și turnuri de observație. Populația creștină se apropia doar când grupurile ajungeau în zonele lor, dar în mai multe locuri a recrutată cu forța, deoarece rebelii amenințau că le vor lua proprietățile și chiar că îi vor omorî.
În martie, un grup de rebeli condus de Petar Majzoš a ars Vârșețul și a jefuit populația din satele învecinate, apoi s-a retras în Transilvania. La sfârșitul lunii martie, rebelii au atacat și au jefuit Bocșa și Margina. În această perioadă, se pare, incursiunile bandiților s-au transformat într-o răscoală. Scopurile răscoalei au fost enunțate de clerul ortodox, condus de episcopul de Vârșeț, Teodor⁠(d).

## Răscoala

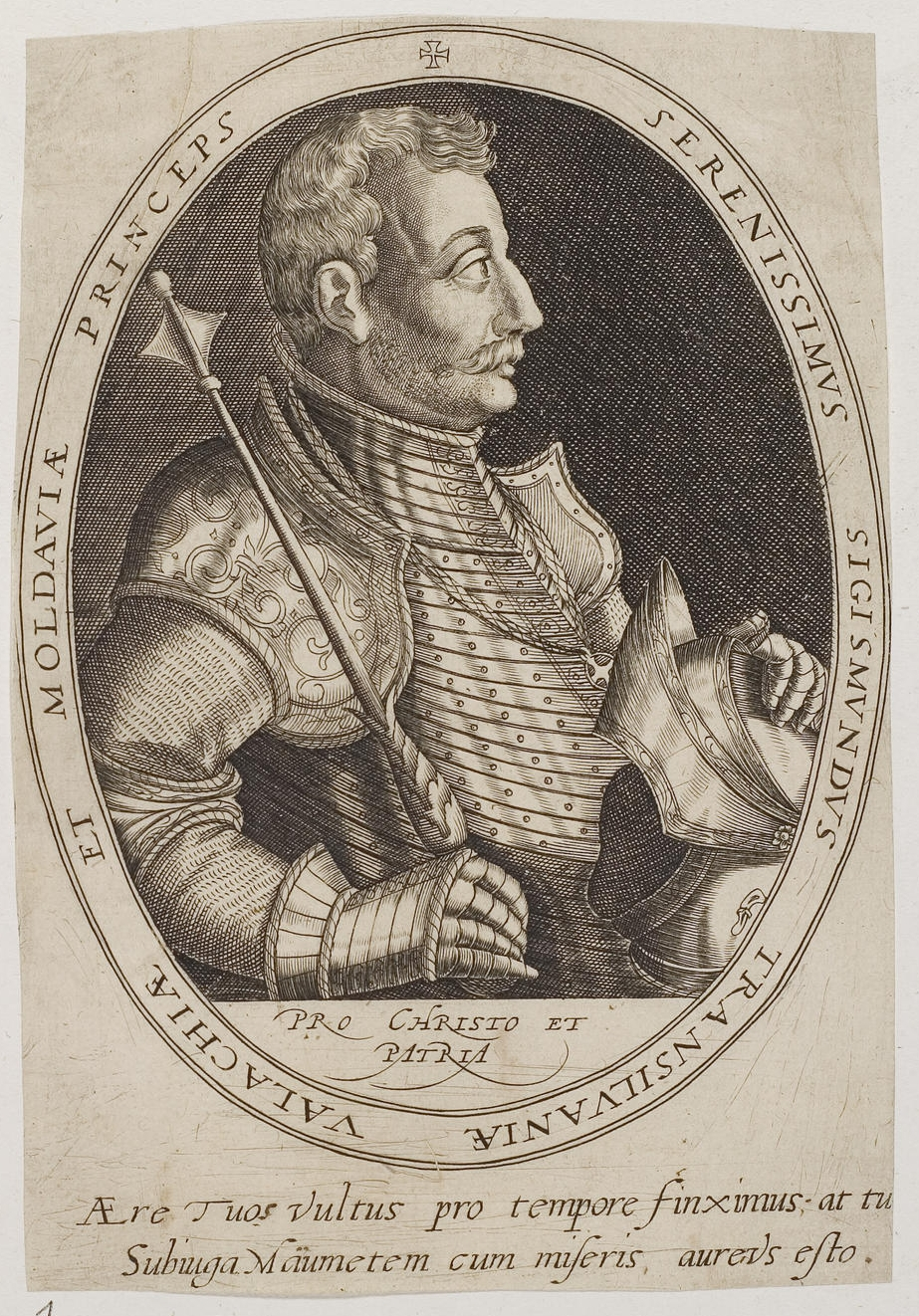
Rebelii au cerut ajutorul prințului transilvănean Sigismund Báthory.

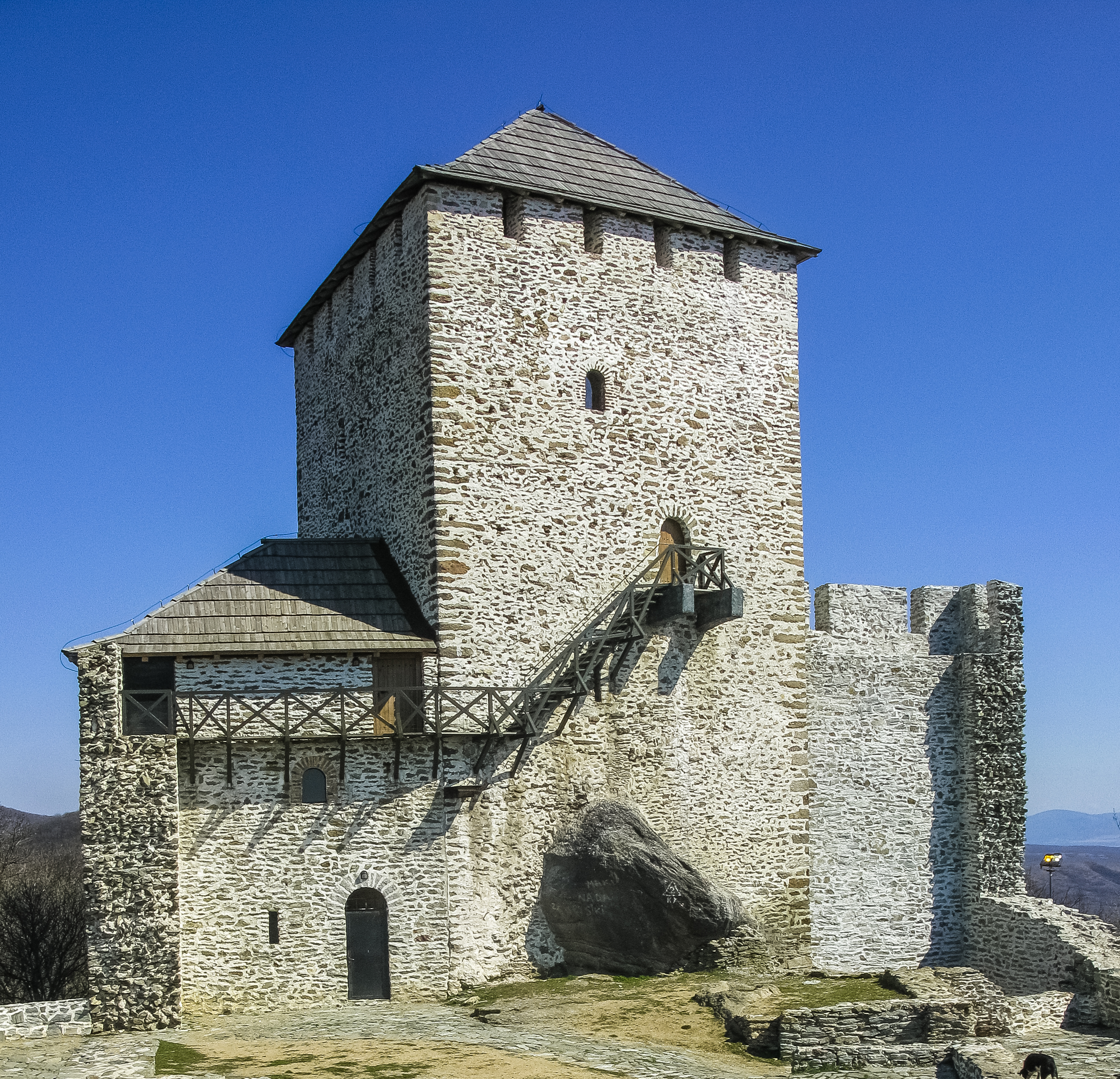
Cetatea Vârșeț

În februarie 1594, a izbucnit o răscoală a românilor și sârbilor din părțile Timișoarei împotriva stăpânirii otomane. Un centru important al revoltei a fost zona Valea Almăjului, unde răsculații, sub conducerea lui Ioan Lugojanul, au preluat controlul asupra regiunii. Atât Mihai Viteazul, domnul Țării Românești, cât și Sigismund Báthory, principele Transilvaniei, au susținut această mișcare. Moise Secuiul, trimis de Sigismund în ajutorul răsculaților, s-a oprit însă la granița Ardealului, neintervenind în lupte.
În martie, răsculații au incendiat cetatea Bocșei și au ocupat târgul Margina. Garnizoanele otomane din Făget și alte fortificații mureșene s-au retras la Timișoara, cetățile părăsite fiind ocupate imediat de banul de Lugoj-Caransebeș, Gheorghe Palatici. La 17 aprilie, Mihai Viteazul l-a trimis pe postelnicul Toma la Gheorghe Palatici, la Lugoj, încercând să creeze o alianță în vederea unor campanii viitoare.
După operațiunile din zona Vârșeț, un mare convoi de nave otomane cu materiale de război a fost atacat de pe malul drept al Dunării, cel mai probabil de haiduci sirmieni. În aprilie și mai, rebelii au distrus cetăți otomane importante de pe malul stâng al Dunării, în sudul Banatului, iar V. Krestić consemna că aceste ciocniri apăreau probabil acolo unde rebelii aveau cel mai mare succes. Potrivit cronicarului otoman Mustafa Selaniki⁠(d), rebeliunea a început în zona Moldova Nouă, condusă de un creștin fără nume (identificat ca fiind un sârb pe nume „spahija Vukadin”), deținător de Ziamet⁠(d), care avea un rang înalt în rândurile spahiilor; după ce și-a pierdut serviciul și pământurile, el s-a dus la Sigismund Báthory, de unde s-a întors rapid cu mai mulți ofițeri care au ajutat la răscoală și au stabilit organizarea militară. La mijlocul lunii mai, episcopul Teodor a condus o misiune în care a cerut ajutorul lui Sigismund Báthory, oferindu-i în schimb domnia asupra unei Serbii eliberate, dar Báthory a insistat pe loialitatea față de sultanul otoman și nu a dat curs cererilor acestora. Primul mare succes al rebelilor a fost atacul de la Moldova Nouă, pe Dunăre, unde au ucis echipajul otoman și au dat foc cetății orașului. Apoi au învins garnizoana otomană de la Hram și pe cea a palăncii din Pančevo. Guvernul otoman a trimis o armată de 1.000 de călăreți și pedestrași după ce a ajuns vestea la Belgrad și Semendria. În bătălia care a urmat, lângă Pančevo, pe 26 mai 1594, liderul rebel Vukadin și 1.000 de oameni au fost uciși, un vechi document sârbesc afirmă că „sârbii și turcii s-au luptat... mulți sârbi au căzut”.
Imediat după retragerea trupelor otomane, rămășițele rebelilor învinși și grupurile rebele care devastaseră Ohatul, au atacat Becicherecul (astăzi Zrenjanin), bogatul oraș construit de marele vizir Sokollu Mehmed Pașa (1506–1579) ca Waqf⁠(d) (fief) al său personal. O sursă occidentală susține că, înainte de Ohat, rebelii cuceriseră Ineul și Șiria. La Becicherec, rebelii au avut sprijinul populației locale, ceea ce a dus la o înfrângere rapidă a rezistenței otomane. Rebelii au căutat să plece de îndată ce au strâns prada, dar localnicii s-au opus deoarece se temeau de represaliile otomanilor. V. Krestić consemnează că otomanii credeau că rebeliunea va fi ușor de înăbușit, și au numit un funcționar de rang mic, un emin-i nüzül (procurator de cereale) pe nume Ali Çavuş, care până atunci încasase taxe speciale de război, drept comandant al unui detașament din sangeacul Semendria. Detașamentul otoman a fost distrus lângă Becicherec, iar Ali Çavuş a fost mazilit la întoarcerea la Belgrad. Rebelii au jefuit Titel și multe sate locuite de musulmani în împrejurimi, ucigând mulți musulmani și ținând mulți prizonieri într-o biserică, unde i-au obligat să se convertească la creștinism, potrivit lui Mustafa Selaniki. Populația musulmană din zonele învecinate care nu a fost cuprinsă de revoltă s-a retras în orașele fortificate. Izolați spre sud și spre est, puținii musulmani din zona Kanjiža s-au îndreptat cel mai probabil spre Cenad și Seghedin.
Anticipând un atac otoman, rebelii au cerut ajutorul Transilvaniei și austriecilor. De la Vârșeț și Becicherec au plecat solii ale rebelilor, ceea ce indică faptul că cele două orașe erau centre independente ale rebelilor. La începutul lunii iunie, Bathory a convocat o întâlnire a marilor nobili ardeleni la Alba Iulia, pe tema sprijinirii rebelilor sârbi; la 11 iunie, rezultatul a fost că ei nu se vor rupe de sub dominație otomană. Legăturile cu Transilvania nu au încetat însă; Đorđe Palotić a furat armament, l-a trimis rebelilor și i-a încurajat să continue să lupte; după aceea, le-a promis că în curând li se va arăta Báthory. La 13 iunie, episcopul Teodor, Banul Sava⁠(d) și Velja Mironić au promis, de la Vârșeț, în numele tuturor spahiilor, cnejilor și „tuturor sârbilor”, să-l slujească cu credință pe principele ardelean, într-o scrisoare către Moise Székely, care avea la acea vreme trupe la frontieră. Între timp, grupul din Becicherec a căutat protecție de la curtea vieneză, solul lor Đorđe Rac sosind pe 10 iunie la Hatvan, unde s-a întâlnit cu generalul Teuffenbach și apoi cu arhiducele Matia la Esztergom. Austriecii au trimis două mici detașamente, dintre care unul a fost ucis pe drum de tătari crimeeni, în timp ce sprijinul Transilvaniei s-a rezumat la câțiva ofițeri care să organizeze trupele și încurajări verbale. Între timp, situația de pe front a basculat vizibil în favoarea otomanilor. Sosirea tătarilor crimeeni în frunte cu hanul Ğazı al II-lea Giray⁠(d) a forțat armatele creștine să ridice asediile de la Esztergom și Hatvan și să se retragă în Ungaria Superioară. Aceasta i-a permis Marelui Vizir Sinan Pașa să acorde atenție Banatului. El l-a numit pe Mehmed Pașa, beilerbeiul Anatoliei, comandant al unei armate (formată din trupe din eyaleturile din Anatolia și Karaman, împreună cu 3000 de ieniceri) însărcinată să se ocupe de rebelii din Becicherec. Pe măsură ce soseau vești despre răspândirea răscoalei în zona Timișoarei, Mustafa Pașa, beilerbeiul Timișoarei, a primit ordin să se îndrepte imediat din Buda spre Banat. Rebelii nu au opus o rezistență serioasă, și au fost învinși până la 10 iulie 1594.

## Rolul românilor în răscoală
Românii din Banat au jucat un rol esențial în desfășurarea răscoalei din 1594. Sub conducerea unor lideri locali precum Ioan Lugojanul și Gheorghe Palatici, aceștia au participat activ la luptele împotriva otomanilor, contribuind la eliberarea temporară a unor teritorii și fortificații. Sprijinul oferit de Mihai Viteazul și de Sigismund Báthory a fost crucial pentru mobilizarea și coordonarea eforturilor militare ale românilor din regiune.

## Urmări
Represaliile otomane au fost crunte. După bătăliile din jurul Becicherecului, armata a jefuit și a ars sate până la râul Mureș (Pomorișia). Multe așezări au fost abandonate și nu au mai fost niciodată reconstruite, deoarece populația a fost fie ucisă, fie luată în sclavie, fie a fugit în Transilvania și în partea habsburgică a Ungariei. Anul următor, tătarii crimeeni au iernat în eyaletul Timișoarei, ceea ce a adus noi jefuiri și înrobiri, iar conform declarațiilor contemporane nu vedeai chip de om cale de trei zile de mers. Cu cât războiul dura mai mult, cu atât creșteau taxele speciale.
În 1596, a izbucnit o nouă răscoală sârbească în estul sangeacului Herțegovinei⁠(d), organizată de conducerea ortodoxă regională. Ea a fost de scurtă durată, rebelii învinși fiind nevoiți să capituleze din lipsă de sprijin extern, deși și de această dată au cerut ajutor statelor europene creștine.

## Incinerarea moaștelor Sfântului Sava

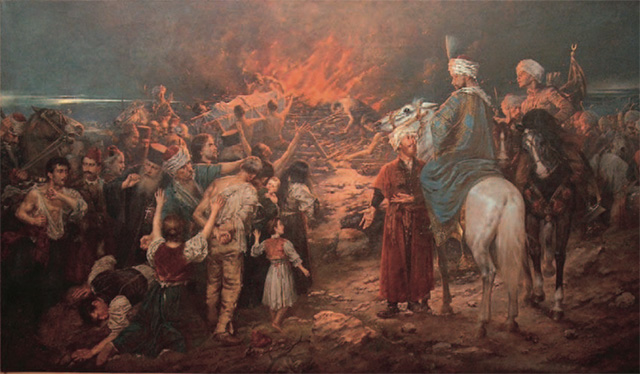
Incinerarea moaștelor Sfântului Sava de către otomani. Pictură de (1912).

Nu se știe cu certitudine când au fost aduse rămășițele Sf. Sava la Belgrad și incinerate. S-a întâmplat fie în timpul răscoalei, fie la un an după. Într-un act de răzbunare, marele vizir Sinan Pașa a ordonat ca din Damasc să fie adus steagul verde al profetului Mahomed pentru a fi pus împotriva celui sârbesc, iar sarcofagul și moaștele Sfântului Sava aflate în mănăstirea Mileševa⁠(d) să fie aduse cu un convoi militar la Belgrad. Pe drum, convoiul otoman a omorât oameni în calea lui, pentru ca vestea să ajungă la rebelii ascunși prin păduri. Otomanii au incinerat în public moaștele Sfântului Sava pe un rug de pe platoul Vračar⁠(d), iar cenușa a fost împrăștiată, pentru a-i descuraja pe sârbi.

## Memoria
Dimensiunea răscoalei este ilustrată într-un poem epic sârbesc: „Întregul pământ s-a răsculat, s-au ridicat șase sute de sate, toată lumea și-a îndreptat arma împotriva împăratului”.
Stema Vârșețului, care a fost înregistrată pentru prima dată în 1804, include un cap de turc decapitat pe o sabie deasupra Cetății Vârșeț, despre care se crede că semnifică victoria a lui Janko Halabura într-un duel în 1594.
Episcopul Teodor a fost canonizat la 29 mai 1994 ca ieromucenic⁠(d) (sveštenomučenik), fiind prăznuit pe 29 mai. În 2009, piața centrală a Vârșețului a fost numită „Sf. Teodor din Vârșeț”. La 28 octombrie 2012, în Biserica Sfântul Arhanghel Mihail din Zrenjanin a fost montată o placă comemorativă, în cinstea lui Teodor și a rebelilor. La biserică a fost ridicată o cruce memorială și un steag roșu cu chipul Sfântului Sava.
O piesă de teatru istorică intitulată Castelul fermecat, cu acțiunea în jurul Cetății Vârșeț include personajul Janko Halabura.